# Концепції обмеження економічного розвитку, потреб та народонаселення
Концепції обмеження економічного розвитку, потреб та народонаселення. Їх поява в 1960-70-і рр. стала реакцією на виснаження природних ресурсів, високі рівні забруднення довкілля, одним словом, на деградацію природи. Прихильники цих концепцій (американський вчений  Дж. Форрестер, члени «Римського клубу», неурядового науково-дослідного міжнародного об'єднання, утвореного в 1968 р., та ін.) виходять з можливості екологічного «коллапсу» і пов'язаної з цим загибеллю людського суспільства, ґрунтуються на системі розрахунків, що включає екстраполяцію сучасних темпів розвитку суспільства. Так,  Д. Медоуз та ін. (члени «Римського клубу» і автори книги «Межі зростання», виданої в 1972 р.) для попередження несприятливих перспектив подальшого розвитку людства при збереженні сучасних його темпів і напрямків пропонували ряд умов:
- Якщо існуючі тенденції зростання чисельності  населення світу, індустріалізації, забруднення довкілля, виробництва продуктів харчування і виснаження ресурсів залишаться незмінними, межі зростання на нашій планеті будуть досягнуті протягом найближчих 100 років. Найбільш імовірним результатом цього стане раптове неконтрольоване зниження чисельності населення і обсягу виробництва.
- Ці тенденції можна змінити і створити умови екологічної та економічної стабільності, яка збережеться і в далекому майбутньому. Стан глобальної рівноваги повинний бути таким, щоб кожна людина могла задовольнити основні матеріальні потреби і мала рівні можливості реалізувати свій творчий потенціал.
- Якщо людство обере не перший, а другий варіант розвитку, то чим швидше воно почне працювати над його здійсненням, тим більше матиме шансів домогтися успіху[2]

Ця концепція була піддана різкій критиці в усьому світі. Заклики до гальмування економічного розвитку людства оцінювалися як утопічні і реакційні.
Через 20 років приблизно тим же колективом учених було виконано нове дослідження. Виходячи з аналізу світових даних і всього, що відбулося за 20 років, вони формулювали свої основні висновки таким чином:
- Темпи використання людством багатьох важливих видів ресурсів і темпи виробництва багатьох видів забруднень вже перевищують допустимі межі. Без істотного зменшення потоків мінеральних і енергетичних ресурсів у найближчі десятиліття відбудеться неконтрольоване скорочення наступних душових показників: виробництва продуктів харчування, споживання енергії і промислового виробництва.
- Це скорочення не є неминучим. Щоб запобігти його, необхідні: по-перше, всебічний перегляд політики та практики, які сприяють зростанню чисельності населення та рівня матеріального споживання, по-друге, швидке, різке підвищення ефективності використання матеріальних і енергетичних ресурсів.
- Технологічно та економічно створення стійкого суспільства ще можливо. Воно може виявитися набагато більш прийнятним у порівнянні з суспільством, яке вирішує всі проблеми за рахунок постійного кількісного зростання. Перехід до сталого суспільства вимагає ретельно збалансованих далеких і ближніх цілей і акценту на достатності, рівності і якості життя, а не на обсязі виробництва. Він вимагає більшого, ніж продуктивність, і більшого, ніж технологія, він вимагає ще й зрілості, співчуття, мудрості[4].

Викладені ідеї співзвучні концепції  сталого розвитку.